# Felipe Lopes
Felipe Aliste Lopes (* 7. August 1987 in Osasco) ist ein ehemaliger brasilianisch-portugiesischer Fußballspieler.

## Karriere
Lopes begann seine Karriere bei Guarani FC, von wo er 2006 zum RSC Anderlecht wechselte. Als Kaderspieler, der zu keinem Einsatz kam, wurde er mit RSC Meister in der höchsten belgischen Spielklasse. 2007 kehrte er Brüssel den Rücken und ging nach Portugal zu Nacional Funchal. In der ersten Saison wurde der zehnte Platz erreicht, wobei er am 21. Dezember 2007 gegen den FC Porto von Anfang an spielte und damit sein Debüt gab. In der 87. Minute sah er in seinem ersten Spiel bereits eine gelb-rote Karte. Das Spiel wurde mit 1:0 gewonnen. Insgesamt folgten sechs Spiele in der Debütsaison.
In der darauffolgenden Saison wurde der Verein Vierter, mit Lopes als Stammspieler, und konnte sich für die Qualifikation zur Europa League qualifizieren. In dieser Saison erzielte er auch sein erstes Tor in Portugal. Bei der 2:4-Niederlage im Madeira-Derby gegen Marítimo Funchal am 3. November 2008 erzielte er das zwischenzeitliche 1:3.
In der Vorausscheidung zur Europa League 2009/10 traf man auf den favorisierten russischen Spitzenklub Zenit St. Petersburg. Nach einem 4:3-Sieg im Hinspiel gab es ein 1:1 im Rückspiel. Felipe Lopes konnte somit im weiteren Saisonverlauf sein Debüt im Europapokal feiern, bei seinem Europapokaldebüt, im ersten Europa-League-Gruppenspiel, gegen den UEFA-Cup-Finalisten der Vorsaison, SV Werder, gelang ihm das Tor zum zwischenzeitlichen 2:2. Am Ende verlor Funchal jedoch mit 2:3. Bei seinem Europapokaldebüt In der Primeira Liga wurde CD Nacional am Ende der Saison Siebter.
Am 5. Januar 2012 gab der VfL Wolfsburg die Verpflichtung von Lopes bekannt. Lopes unterschrieb einen Dreieinhalb-Jahres-Vertrag bis zum 30. Juni 2015. Am 22. Januar 2013 wechselte Felipe Lopes zunächst auf Leihbasis bis zum Saisonende zum VfB Stuttgart. Dabei sicherten sich die Stuttgarter eine Kaufoption, durch die Lopes langfristig an den VfB gebunden werden konnte. Die Stuttgarter nahmen diese Option, nachdem Lopes in der Rückrunde 2012/13 drei Ligaeinsätze absolvierte, jedoch nicht wahr. In der Saison 2013/14 bestritt er beim VfL Wolfsburg kein einziges Ligaspiel. Am 17. Juli 2014 wurde Lopes mit einer Durchblutungsstörung im Gehirn und Symptomen eines Schlaganfalls in das Wolfsburger Klinikum eingeliefert. Im Februar 2015 begann er wieder mit dem Training. Im Juni 2015 wurde sein Vertrag um ein Jahr verlängert.
Im Juli 2016 wechselte er zum portugiesischen Verein GD Chaves. Nachdem Lopes bei dem Klub nur zum Saisonstart zu Einsätzen gekommen war, wurde sein Vertrag am Ende der Saison 2016/17 nicht verlängert. Im September gab Nacional Funchal bekannt, ihn erneut verpflichtet zu haben. Nach Abschluss der LigaPro 2017/18 konnte Lopes mit dem Klub den Aufstieg feiern (19 Spiele, zwei Tore). Im Juni 2018 verlängerte der Klub seinen Vertrag. Allerdings konnte Nacional die Klasse in der folgenden Saison in der Primeira Liga 2018/19 nicht halten, Lopes betritt hier 14 torlose Spiele. In der Saison 2019/20 kam Lopes zu keinen Einsätzen mehr und beendete danach seine aktive Laufbahn.

## Erfolge
RSC Anderlecht
- Belgischer Meister: 2007

Nacional Funchal
- Segunda Liga: 2017/18